# Camptocarpus longifolius
Camptocarpus longifolius är en oleanderväxtart som beskrevs av Julien Noël Costantin och Gallaud. Camptocarpus longifolius ingår i släktet Camptocarpus och familjen oleanderväxter. Inga underarter finns listade i Catalogue of Life.